# 雲の上の青い空
雲の上の青い空（くものうえのあおいそら）はジェームス三木脚本による中村美律子の半生を描いた物語。幼少時代から紅白歌合戦出場までの中村美律子自身の自伝となっている。舞台公演は中村美律子主演の「雲の上の青い空～中村美律子物語～」のタイトル。1996年9月に大阪新歌舞伎座での初公演が大ヒットし、1997年3月31日～5月1日には「雲の上の青い空～歌手誕生物語～」のタイトルでNHKのドラマ新銀河でテレビドラマが放送された。翌年1998年2月東京新宿コマ劇場での公演は劇場記録10万人動員を達成した。その後、名古屋御園座、福岡博多座と公演が続き2016年7月には中村美律子30周年記念公演として大阪新歌舞伎座にて再演された。

## あらすじ
大阪・河内（現：東大阪市）の銭湯で働く両親のもと、五人姉弟の次女として生まれた小松美津子。銭湯から流れる歌謡曲や浪曲を聞いて育った美津子はなによりも歌うことが大好きな少女だった。その歌声は、夏祭りののど自慢大会で一等賞になるほどで、父・留吉の自慢でもあった。厳しい家計の中でも歌謡教室に通わせてもらう美津子。しかし中学生に母を亡くし一家離散に・・・
大人へと成長するにつれ歌手への思いをより一層強くする美津子。河内音頭、浪曲、様々な人生の試練が待ち受ける中、心の底にある悲しみを絞り出し歌い続ける美津子はどんな逆境にあっても歌の道を諦めることはなかった。そして月日は流れ、美津子の歌声を聴いて心を打たれた人たちが現れはじめる・・・。
遅咲きのデビューであったが沢山の支えと応援を得てついに夢の紅白歌合戦への舞台へと向かう。

## 舞台
「雲の上の青い空～中村美律子物語～」
作・演出 = ジェームス三木 / 監修 = 富田梓仁による中村美律子の半生を描いた中村美律子主演の感動舞台。大阪新歌舞伎座、東京新宿コマ劇場、名古屋御園座、福岡博多座と全国四ヶ所で公演。
- 1996年9月 大阪新歌舞伎座一ヶ月公演（出演：林美智子、小島秀哉、淀川曠平）
- 1998年2月 東京新宿コマ劇場初一ヶ月公演（10万人動員、劇場記録を達成）（出演：江原真二郎、林美智子、小島秀哉）
- 2002年1月 名古屋御園座一ヶ月公演（出演：小島秀哉、岩本多代、山下規介）
- 2007年3月 福岡博多座一ヶ月公演（出演：若林豪、二宮さよ子、逢坂じゅん）
- 2016年7月 大阪新歌舞伎座一ヶ月公演（出演：林与一、三林京子、増位山太志郎）

## ドラマ
「雲の上の青い空～歌手誕生物語～」
1997年3月31日～5月1日にNHKドラマ新銀河で放送されたテレビドラマ。

舞台同様、中村が本人役で主演を務めるが、少女時代から青年時代までは松本麻希ら3人がリレー方式で務め、歌手デビュー時代以降を中村が演じる。

中村が登場しない間も含め全編通じてナレーションを担当する。
キャスト
- 中村美律子
- 津川雅彦
- 松本麻希
- 藤真利子
- 大村崑
- 藤岡琢也
- 山本學
- 京唄子
- 不破万作
- 新沼謙治

スタッフ
- 作 - ジェームス三木[1]
- 制作統括 - 一柳邦久[1]、小見山佳典[1]
- 美術 - 深井保夫[1]
- 技術 - 室敏雄[1]、布施俊英[1]
- 音響効果 - 林幸夫[1]、横山健太[1]
- 演出 - 佐藤峰世[1]、篠原圭[1]、伊勢田雅也[1]
- 制作 - NHK